# Segunda División de España 2003-04
La temporada 2003–04 de la Segunda División de España de fútbol fue la 73.ª edición del campeonato y se disputó entre el 31 de agosto de 2003 y el 20 de junio de 2004.
El campeón de Segunda División fue el Levante.

## Sistema de competición
La Segunda División de España 2003/04 fue organizada por la Liga de Fútbol Profesional (LFP).
El campeonato contó con la participación de 22 clubes y se disputó siguiendo un sistema de liga, de modo que todos los equipos se enfrentaron entre sí, todos contra todos en dos ocasiones -una en campo propio y otra en campo contrario- sumando un total de 42 jornadas. El orden de los encuentros se decidió por sorteo antes de empezar la competición.
Los tres primeros clasificados ascendieron directamente a Primera División, y los cuatro últimos clasificados descendieron directamente a Segunda División B.

## Clubes participantes
| Datos de ascensos y descensos con respecto a la temporada anterior |
| --- |
| Recreativo de Huelva, Deportivo Alavés y Rayo Vallecano descienden de Primera División. Real Murcia, Real Zaragoza y Albacete ascienden a Primera División. Compostela, Racing de Ferrol y Badajoz descienden a Segunda División B. También desciende el Real Oviedo pero por motivos económicos cae a Tercera División. Algeciras CF, Cádiz CF, CF Ciudad de Murcia y Málaga CF "B" ascienden a Segunda División. |

| Equipo                           | Ciudad                     | Estadio                   |
| -------------------------------- | -------------------------- | ------------------------- |
| Algeciras Club de Fútbol         | Algeciras                  | Nuevo Mirador             |
| Unión Deportiva Almería          | Almería                    | Juan Rojas                |
| Cádiz Club de Fútbol             | Cádiz                      | Ramón de Carranza         |
| Club de Fútbol Ciudad de Murcia  | Murcia                     | La Condomina              |
| Córdoba Club de Fútbol           | Córdoba                    | Nuevo Arcángel            |
| Deportivo Alavés                 | Vitoria                    | Mendizorroza              |
| Sociedad Deportiva Eibar         | Éibar                      | Ipurúa                    |
| Elche Club de Fútbol             | Elche                      | Manuel Martínez Valero    |
| Getafe Club de Fútbol            | Getafe                     | Coliseum Alfonso Pérez    |
| Unión Deportiva Las Palmas       | Las Palmas de Gran Canaria | Estadio de Gran Canaria   |
| Club Deportivo Leganés           | Leganés                    | Butarque                  |
| Levante Unión Deportiva          | Valencia                   | Ciudad de Valencia        |
| Málaga Club de Fútbol "B"        | Málaga                     | La Rosaleda               |
| Club Deportivo Numancia de Soria | Soria                      | Los Pajaritos             |
| Club Polideportivo Ejido         | El Ejido                   | Santo Domingo             |
| Rayo Vallecano de Madrid         | Madrid                     | Teresa Rivero             |
| Real Club Recreativo de Huelva   | Huelva                     | Nuevo Colombino           |
| Unión Deportiva Salamanca        | Salamanca                  | Helmántico                |
| Real Sporting de Gijón           | Gijón                      | El Molinón                |
| Club Deportivo Tenerife          | Santa Cruz de Tenerife     | Heliodoro Rodríguez López |
| Terrassa Futbol Club             | Tarrasa                    | Olímpico                  |
| Xerez Club Deportivo             | Jerez de la Frontera       | Chapín                    |

## Clasificación
| Pos. | Equipo                     | Pts. | PJ | G  | E  | P  | GF | GC | Dif. | Clasificación                 |
| ---- | -------------------------- | ---- | -- | -- | -- | -- | -- | -- | ---- | ----------------------------- |
| 1    | Levante U. D. (C, A)       | 79   | 42 | 22 | 13 | 7  | 59 | 33 | +26  | Ascenso a Primera División    |
| 2    | Getafe C. F. (A)           | 76   | 42 | 20 | 16 | 6  | 55 | 38 | +17  | Ascenso a Primera División    |
| 3    | C. D. Numancia (A)         | 76   | 42 | 22 | 10 | 10 | 60 | 30 | +30  | Ascenso a Primera División    |
| 4    | Deportivo Alavés           | 74   | 42 | 20 | 14 | 8  | 48 | 32 | +16  |                               |
| 5    | Sporting de Gijón          | 70   | 42 | 20 | 10 | 12 | 58 | 40 | +18  |                               |
| 6    | R. C. Recreativo de Huelva | 62   | 42 | 14 | 20 | 8  | 45 | 34 | +11  |                               |
| 7    | Cádiz C. F.                | 61   | 42 | 17 | 10 | 15 | 52 | 47 | +5   |                               |
| 8    | C. D. Tenerife             | 54   | 42 | 11 | 21 | 10 | 40 | 40 | 0    |                               |
| 9    | Xerez C. D.                | 54   | 42 | 12 | 18 | 12 | 47 | 49 | −2   |                               |
| 10   | S. D. Eibar                | 52   | 42 | 12 | 16 | 14 | 44 | 39 | +5   |                               |
| 11   | U. D. Salamanca            | 51   | 42 | 10 | 21 | 11 | 47 | 44 | +3   |                               |
| 12   | Terrassa F. C.             | 50   | 42 | 12 | 14 | 16 | 45 | 50 | −5   |                               |
| 13   | U. D. Almería              | 50   | 42 | 11 | 17 | 14 | 45 | 49 | −4   |                               |
| 14   | Elche C. F.                | 50   | 42 | 13 | 11 | 18 | 50 | 63 | −13  |                               |
| 15   | Málaga C. F. "B"           | 49   | 42 | 11 | 16 | 15 | 46 | 56 | −10  |                               |
| 16   | Córdoba C. F.              | 49   | 42 | 11 | 16 | 15 | 37 | 42 | −5   |                               |
| 17   | C. F. Ciudad de Murcia     | 49   | 42 | 11 | 16 | 15 | 51 | 63 | −12  |                               |
| 18   | Polideportivo Ejido        | 49   | 42 | 12 | 13 | 17 | 29 | 40 | −11  |                               |
| 19   | C. D. Leganés (D)          | 46   | 42 | 9  | 19 | 14 | 36 | 47 | −11  | Descenso a Segunda División B |
| 20   | U. D. Las Palmas (D)       | 44   | 42 | 10 | 14 | 18 | 46 | 68 | −22  | Descenso a Segunda División B |
| 21   | Rayo Vallecano (D)         | 43   | 42 | 11 | 10 | 21 | 45 | 63 | −18  | Descenso a Segunda División B |
| 22   | Algeciras C. F. (D)        | 33   | 42 | 6  | 15 | 21 | 39 | 57 | −18  | Descenso a Segunda División B |

 Fuente: BDFútbol
Criterios de clasificación: Puntos · Enfrentamientos directos · Diferencia de goles · Goles a favor · Play-off

## Resultados
| Local \ Visitante          | ALV | ALG | ALM | CAD | CIU | COR | EIB | ELC | GET | LAS | LEG | LEV | MAL | NUM | POL | RAY | REC | SAL | SPO | TEN | TER | XER |
| -------------------------- | --- | --- | --- | --- | --- | --- | --- | --- | --- | --- | --- | --- | --- | --- | --- | --- | --- | --- | --- | --- | --- | --- |
| Deportivo Alavés           | —   | 1–1 | 2–0 | 2–0 | 1–0 | 1–0 | 0–2 | 2–1 | 3–0 | 1–0 | 1–1 | 3–2 | 1–0 | 1–1 | 0–0 | 3–0 | 1–1 | 1–0 | 2–1 | 0–0 | 0–1 | 1–1 |
| Algeciras C. F.            | 1–2 | —   | 0–0 | 0–1 | 2–0 | 0–1 | 2–2 | 2–2 | 3–0 | 2–0 | 1–2 | 0–1 | 0–0 | 0–1 | 0–1 | 1–1 | 2–2 | 0–1 | 0–3 | 1–1 | 2–1 | 2–1 |
| U. D. Almería              | 2–1 | 2–2 | —   | 1–2 | 2–3 | 1–1 | 1–0 | 3–1 | 0–1 | 3–0 | 1–3 | 1–0 | 3–2 | 1–1 | 3–1 | 1–2 | 2–2 | 0–0 | 2–1 | 0–0 | 0–2 | 1–2 |
| Cádiz C. F.                | 1–1 | 2–1 | 2–1 | —   | 2–1 | 0–0 | 0–0 | 1–1 | 2–1 | 4–1 | 1–2 | 0–3 | 0–1 | 2–0 | 2–1 | 1–0 | 3–1 | 3–3 | 0–1 | 4–1 | 2–0 | 2–2 |
| C. F. Ciudad de Murcia     | 0–1 | 2–0 | 1–1 | 2–2 | —   | 1–2 | 1–3 | 2–0 | 1–2 | 3–1 | 1–1 | 0–0 | 3–1 | 0–2 | 2–2 | 2–1 | 1–1 | 1–1 | 3–2 | 2–3 | 2–2 | 0–1 |
| Córdoba C. F.              | 0–0 | 2–0 | 0–1 | 1–0 | 1–1 | —   | 1–0 | 1–0 | 0–0 | 1–2 | 1–3 | 1–1 | 0–1 | 0–0 | 1–0 | 2–3 | 1–2 | 1–0 | 4–1 | 1–1 | 2–2 | 1–2 |
| S. D. Eibar                | 1–2 | 2–1 | 1–0 | 0–1 | 0–2 | 0–0 | —   | 0–1 | 2–0 | 1–1 | 1–1 | 2–0 | 3–3 | 1–1 | 0–0 | 5–0 | 1–1 | 0–0 | 2–2 | 0–0 | 3–1 | 0–0 |
| Elche C. F.                | 0–2 | 3–2 | 3–3 | 1–0 | 2–2 | 1–1 | 2–0 | —   | 1–1 | 1–2 | 1–0 | 1–0 | 2–3 | 1–1 | 1–2 | 2–1 | 2–0 | 1–2 | 2–1 | 2–0 | 2–3 | 1–1 |
| Getafe C. F.               | 0–0 | 3–0 | 1–1 | 3–2 | 2–2 | 1–0 | 2–1 | 3–1 | —   | 3–0 | 3–1 | 0–0 | 2–1 | 2–1 | 1–1 | 3–1 | 0–0 | 1–1 | 0–2 | 1–0 | 2–0 | 0–0 |
| U. D. Las Palmas           | 1–2 | 2–2 | 1–1 | 0–2 | 2–3 | 3–1 | 1–0 | 1–2 | 1–1 | —   | 2–2 | 1–2 | 1–1 | 2–1 | 0–0 | 1–0 | 0–4 | 1–1 | 1–2 | 1–1 | 2–1 | 1–1 |
| C. D. Leganés              | 0–0 | 3–2 | 0–0 | 0–1 | 0–0 | 0–1 | 1–2 | 2–0 | 0–0 | 0–2 | —   | 0–0 | 2–1 | 0–2 | 0–0 | 1–1 | 0–2 | 0–0 | 1–3 | 0–0 | 1–0 | 3–3 |
| Levante U. D.              | 0–0 | 3–1 | 2–1 | 2–1 | 0–0 | 2–2 | 1–0 | 1–1 | 1–1 | 2–0 | 1–0 | —   | 1–0 | 4–0 | 2–0 | 3–1 | 0–0 | 2–1 | 2–1 | 1–0 | 2–1 | 0–1 |
| Málaga C. F. "B"           | 2–1 | 0–0 | 2–2 | 1–3 | 2–0 | 2–2 | 1–0 | 1–1 | 1–1 | 0–1 | 0–0 | 1–5 | —   | 0–2 | 0–0 | 2–1 | 0–0 | 2–2 | 0–0 | 2–2 | 1–3 | 5–2 |
| C. D. Numancia             | 3–1 | 0–1 | 0–0 | 2–0 | 7–0 | 1–0 | 2–3 | 2–0 | 0–0 | 2–0 | 3–0 | 3–1 | 3–0 | —   | 1–0 | 1–0 | 2–0 | 0–0 | 1–1 | 2–1 | 2–0 | 0–0 |
| Polideportivo Ejido        | 1–3 | 0–0 | 1–2 | 1–0 | 0–1 | 1–1 | 0–0 | 1–2 | 0–0 | 1–0 | 2–1 | 1–0 | 1–2 | 1–3 | —   | 1–0 | 2–0 | 1–3 | 0–0 | 1–0 | 2–1 | 1–0 |
| Rayo Vallecano             | 1–2 | 2–2 | 1–1 | 2–0 | 2–0 | 2–0 | 0–1 | 1–2 | 1–2 | 1–2 | 0–0 | 0–2 | 2–1 | 2–5 | 3–1 | —   | 1–2 | 1–1 | 2–1 | 1–1 | 1–0 | 2–1 |
| R. C. Recreativo de Huelva | 0–0 | 1–0 | 1–0 | 1–0 | 1–1 | 0–2 | 1–0 | 3–0 | 2–0 | 2–2 | 3–1 | 0–0 | 0–0 | 2–0 | 1–0 | 0–0 | —   | 3–1 | 1–1 | 0–0 | 1–2 | 0–0 |
| U. D. Salamanca            | 3–1 | 1–0 | 0–0 | 0–0 | 1–2 | 3–0 | 1–2 | 3–0 | 0–1 | 2–0 | 3–1 | 0–1 | 1–1 | 1–0 | 0–0 | 1–1 | 1–1 | —   | 0–2 | 2–2 | 2–3 | 2–2 |
| Sporting de Gijón          | 2–0 | 3–2 | 2–0 | 2–0 | 4–1 | 1–1 | 1–0 | 2–0 | 0–2 | 1–1 | 1–1 | 1–2 | 1–0 | 1–0 | 1–0 | 3–1 | 0–0 | 1–1 | —   | 0–2 | 1–0 | 3–0 |
| C. D. Tenerife             | 1–0 | 0–0 | 2–0 | 2–2 | 1–1 | 1–0 | 1–1 | 2–1 | 3–5 | 2–0 | 0–0 | 1–1 | 0–1 | 1–0 | 0–1 | 2–1 | 2–1 | 1–1 | 0–1 | —   | 0–0 | 2–1 |
| Terrassa F. C.             | 0–0 | 0–0 | 0–0 | 1–0 | 0–0 | 1–0 | 2–1 | 1–1 | 1–2 | 2–2 | 0–1 | 4–4 | 0–1 | 0–1 | 2–0 | 1–2 | 2–2 | 1–1 | 1–0 | 1–1 | —   | 1–1 |
| Xerez C. D.                | 1–2 | 2–1 | 0–1 | 1–1 | 2–1 | 0–0 | 1–1 | 2–1 | 1–2 | 4–4 | 1–1 | 1–2 | 2–1 | 0–1 | 1–0 | 0–0 | 1–0 | 3–0 | 2–1 | 0–0 | 0–1 | —   |

## Trofeo Pichichi
Tras su prometedor debut en Primera División, dos años antes, Rubén Castro se confirmó como una de las principales promesas de la UD Las Palmas liderando la clasificación de máximos goleadores durante toda la temporada. Sus goles, sin embargo no evitaron el descenso de su equipo a Segunda División B.

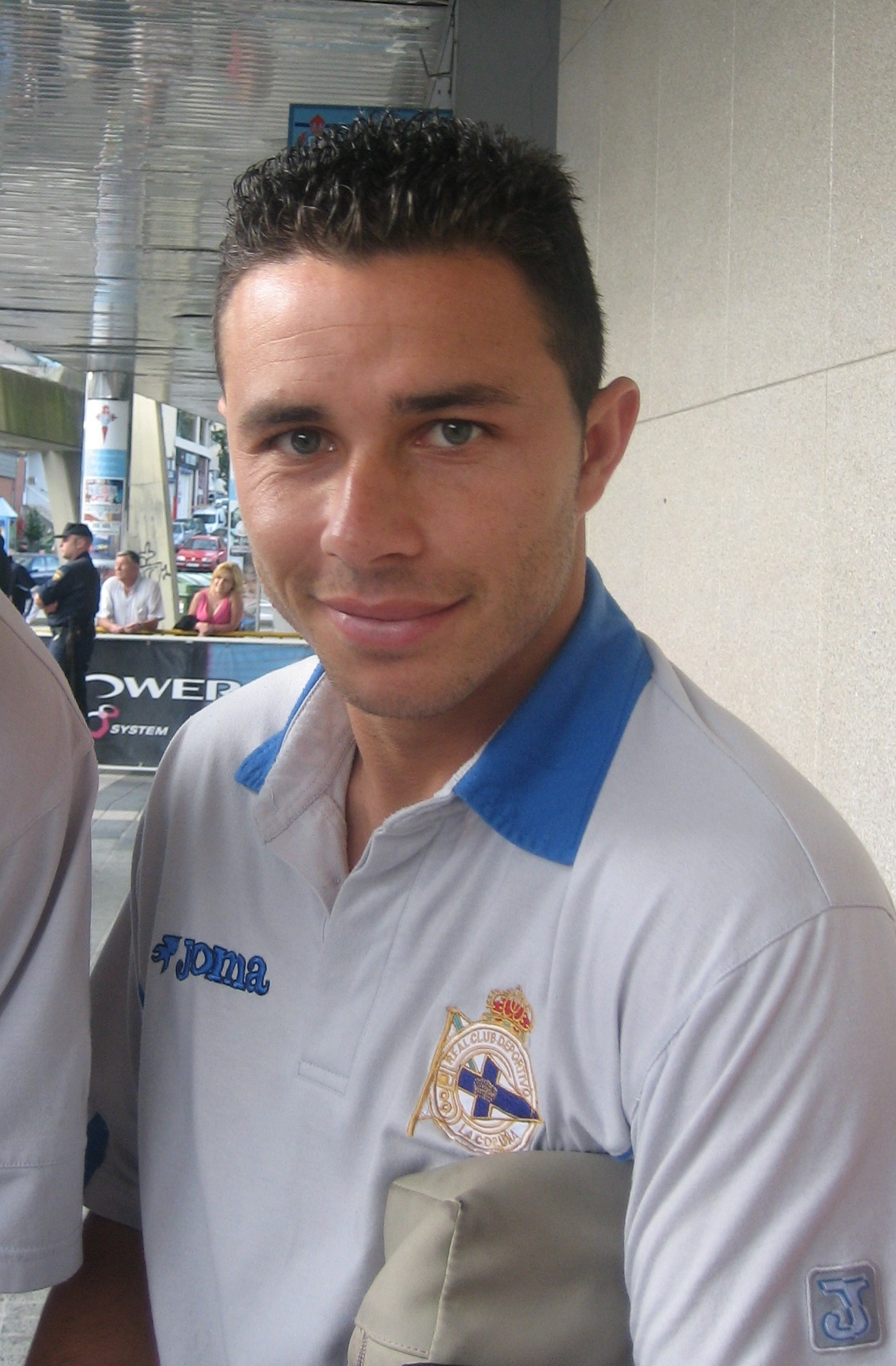
Rubén Castro logró el Trofeo Pichichi con 22 años.

| Pos. | Jugador                       | Equipo            | Goles | Penal. |
| ---- | ----------------------------- | ----------------- | ----- | ------ |
| 1º   | Rubén Castro                  | Las Palmas        | 22    | 3      |
| 2.º  | Raúl Sánchez                  | Salamanca         | 18    | 6      |
| 3.º  | Francisco Martínez, 'Keko'    | Tenerife          | 17    | 3      |
| 4.º  | Francisco J. Rodríguez        | Almería           | 16    | 3      |
|      | Dani Güiza                    | Ciudad de Murcia  | 16    | 1      |
| 6.º  | Moisés García León            | Elche             | 15    | 3      |
|      | Mate Bilić                    | Sporting de Gijón | 15    | 7      |
|      | Miguel Carrilero, 'Míchel II' | Getafe            | 15    | 3      |
| 9.º  | Mariano Armentano             | Algeciras         | 14    | 3      |
| 10.º | Gorka Brit                    | Eibar             | 13    | 5      |
|      | Maikel Naujoks                | Terrassa          | 13    | 0      |

## Otros premios

### Trofeo Zamora
Antonio Martínez Rodríguez, Toño, debutó exitosamente en la Segunda División de España. Fichado esta temporada por el Recreativo de Huelva, consiguió el Trofeo Zamora como portero menos goleado de la liga. Para optar al premio fue necesario disputar 60 minutos en, como mínimo, 28 partidos.
| Pos. | Jugador             | Equipo               | Goles | Partidos | Promedio |
| ---- | ------------------- | -------------------- | ----- | -------- | -------- |
| 1º   | Toño Martínez       | Recreativo de Huelva | 19    | 28       | 0,68     |
| 2.º  | Luis García         | Numancia             | 30    | 42       | 0,71     |
| 3.º  | Juan Luis Mora      | Levante              | 29    | 40       | 0,73     |
| 4.º  | Ronny Gaspercic     | Deportivo Alavés     | 29    | 37       | 0,78     |
| 5.º  | Kike Burgos         | Polideportivo Ejido  | 29    | 34       | 0,85     |
| 6.º  | Roberto Fernández   | Sporting de Gijón    | 34    | 39       | 0,87     |
| 7.º  | Álvaro Iglesias     | Tenerife             | 27    | 30       | 0,90     |
| 8.º  | Javier Jáuregui     | Córdoba              | 35    | 38       | 0,92     |
| 9.º  | Bogdan Stelea       | Salamanca            | 37    | 37       | 1,00     |
| 10.º | José Miguel Morales | Terrassa             | 36    | 37       | 1,03     |

### Trofeo Guruceta
Tras siete temporadas en la categoría, Fernández Hinojosa fue reconocido con el premio del Diario Marca al mejor árbitro del torneo. El madrileño, sin embargo, nunca llegó a pitar en Primera División.

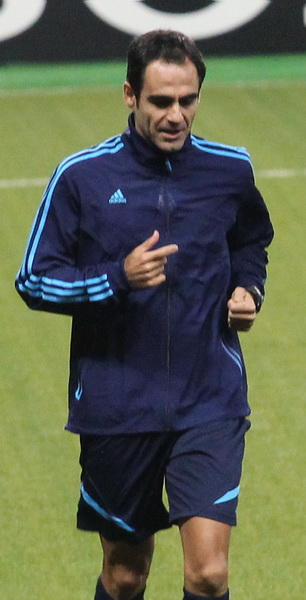
Velasco Carballo, segundo clasificado del Trofeo Guruceta, fue ascendido a Primera División.

| Pos. | Árbitro (colegio)                          | Puntos | Partidos | Cociente |
| ---- | ------------------------------------------ | ------ | -------- | -------- |
| 1º   | Ignacio Fernández Hinojosa                 | 28     | 20       | 1,40     |
| 2.º  | Carlos Velasco Carballo                    | 24     | 19       | 1,26     |
|      | Francisco Javier Ontanaya López-Astilleros | 24     | 19       | 1,26     |

## Resumen
Campeón de Segunda División:
| - Levante Unión Deportiva |

Ascienden a Primera División:
| - Levante Unión Deportiva | - Getafe Club de Fútbol | - Club Deportivo Numancia de Soria |

Descienden a Segunda División B: 
| - Club Deportivo Leganés | - Unión Deportiva Las Palmas | - Rayo Vallecano de Madrid | - Algeciras Club de Fútbol |